# Sveriges ambassad i Baku
Sveriges ambassad i Baku är Sveriges diplomatiska beskickning i Azerbajdzjan som är belägen i landets huvudstad Baku. Beskickningen består av en ambassad och en beskickningschef utsänd av Utrikesdepartementet (UD). Ambassadör sedan 2022 är Tobias Lorentzson.

## Historia
I juni 2013 beslutade Sveriges regering att öppna en ambassad i Baku. Ambassaden öppnade i mars 2014. Sverige hade fram till den 3 mars 2014 representerats i Azerbajzjan av ett honorärkonsulat. Honorärkonsulatet stängdes i samband med den svenska ambassadens öppnande. Ambassaden är belägen i samma lokaler som Norges ambassad på ISR Plaza. Ambassadens officiella invigning skedde under handelsminister Ewa Björlings besök i Baku 12–13 juni 2014. Invigningsevenemanget ägde rum i Villa Petrolea, bröderna Nobels hemvist för ett drygt sekel tidigare.

## Beskickningschefer
| Namn              | Period    | Funktion               | Ackreditering                              |
| ----------------- | --------- | ---------------------- | ------------------------------------------ |
| Michael Sahlin    | 1995–1998 | Ambassadör             | Sidoackrediterad från ambassaden i Ankara. |
| ?                 | 1998–2001 | Ambassadör             |                                            |
| Ann Dismorr       | 2001–2005 | Ambassadör             | Sidoackrediterad från ambassaden i Ankara. |
| Hans Gunnar Adén  | 2006–2010 | Ambassadör             | Placerad i Stockholm.                      |
| Mikael Eriksson   | 2011–2015 | Ambassadör             | Placerad i Stockholm.                      |
| Tomas Danestad    | 2014–2017 | Chargé d’affaires a.i. |                                            |
| Ingrid Tersman    | 2015–2020 | Ambassadör             | Placerad i Stockholm.                      |
| Christian Kamill  | 2017–2020 | Chargé d’affaires      |                                            |
| Christian Kamill  | 2020–2022 | Ambassadör             | Sidoackrediterad till Bisjkek.             |
| Tobias Lorentzson | 2022–     | Ambassadör             | Sidoackrediterad till Bisjkek.             |